# Споразум у Хагу (1701)
Споразум у Хагу (такође познат и као Споразум у Ден Хагу) потписан је 7. септембара 1701. између Енглеске, Светог римског царства и Уједињених провинција. Услове је предложио Вилијам III од Енглеске а прихватили су их Леополд I, цар Светог римског царства и представници Уједињених провинција. Одредбе овог споразума су предвиђале да Филип V остане шпански краљ, да се испоштују економски интереси Енглеске и Уједињених провинција у Шпанској империји и да Леополд добије шпанске територије у Италији и Шпанску Низоземску. Овим споразум обновљена је Велика алијанса.